# ناجي سعيد الشوشان
ناجي سعيد الشوشان من مواليد 14 يناير 1981 في طرابلس، ليبيا، وهو لاعب كرة قدم ليبي يلعب حاليا لنادي الاتحاد ويلعب أيضا في المنتخب الليبي لكرة القدم.

## وصلات خارجية
- ناجي سعيد الشوشان على موقع قاعدة بيانات كرة القدم.إي يو (الإنجليزية)
- ناجي سعيد الشوشان على موقع ناشيونال فوتبول تيمز (الإنجليزية)